# Элеонора Кастильская (королева Наварры)
Элеоно́ра Касти́льская (исп. Leonor de Castilla; ок. 1363 — 27 февраля 1416) — инфанта Кастилии, королева Наварры.
Элеонора была дочерью короля Кастилии Энрике II и его жены Хуаны Мануэль, происходившей из младшей ветви кастильского королевского дома.

## Биография

### Обручение и брак
Элеонора рассматривалась к качестве вероятной супруги короля Португалии Фернанду I. Однако в 1372 году Фернанду I тайно женился на разведённой дворянке Леоноре Теллеш де Менезеш. Отвергнув Элеонору, Фернанду I разрушил военный альянс с Кастилией и породил напряжённость в отношениях между двумя королевствами.
В итоге в 1373 году Элеонора была обручена в городе Бургос с принцем Карлом, наследником короля Наварры Карла II. Свадьба состоялась в Сории в мае 1375 года.

### Пребывание в Кастилии
Семейная жизнь супругов протекала напряженно: Элеонора не испытывала привязанности ни к мужу, ни к наваррскому двору. В 1383 году она организовала встречу мужа со своим братом — вступившим на престол Кастилии после смерти Энрике II Хуаном I — и договорилась о том, что некоторое время проведет на родине. Формальным поводом было желание скорее оправиться от болезни в кастильском климате, который Элеонора считала более благоприятным для её здоровья. Она взяла с собой малолетних дочерей, которых родила мужу в течение первых тринадцати лет брака.
Элеонора и её дочери поселились в Вальядолиде. В 1387 году Карл потребовал от жены вернуться в Наварру — его отец Карл II Злой умер, и супруги должны были короноваться. Это требование поддержал и Хуан I. Однако Элеонора отказалась, заявив, что в Наварре с ней грубо обращались, а наваррская знать якобы планировала её отравить. В результате Элеонора осталась в Кастилии, в то время как Карл III был коронован в феврале 1387 года в Памплоне.
К концу 1390-х годов Элеонора родила мужу шесть дочерей, но так и не подарила наследника, и поэтому она отправила в Памплону свою старшую дочь Хуану как наследницу королевства.

Герб Элеоноры как королевы Наварры

9 октября 1390 года брат Элеоноры Хуан I умер от раны, полученной при падении с лошади, и ему наследовал его несовершеннолетний сын Энрике. Карл вновь просил жену вернуться в Наварру, однако Элеонора снова отказалась. Элеонора присоединилась к противникам своего племянника и вошла в Лигу Лилло вместе со своим незаконнорождённым сводным братом Фадриком и двоюродным братом Педро. Однако в 1394 году Энрике III разбил Лигу, осадил Элеонору в её замке в Роа и заставил её вернуться к мужу в феврале 1395 году.

### Королева Наварры
Элеонора вернулась к Карлу и оказалась вовлечена в политические интриги наваррского двора. Её отношения с мужем улучшились, и она родила ему долгожданного сына Карла, однако он умер в младенчестве, как и следующий сын Людовик. 3 июня 1403 года она была коронована как королева Наварры в Памплоне. Несколько раз, когда Карл III отправлялся во Францию, Элеонора брала на себя полномочия регента. Она также помогла сохранить хорошие отношения между Наваррой и Кастилией. В результате представители крупного кастильского дворянства, включая герцога Бенавенте и членов влиятельных семей Давалос, Мендоса и Суньига, поселились в Наварре.

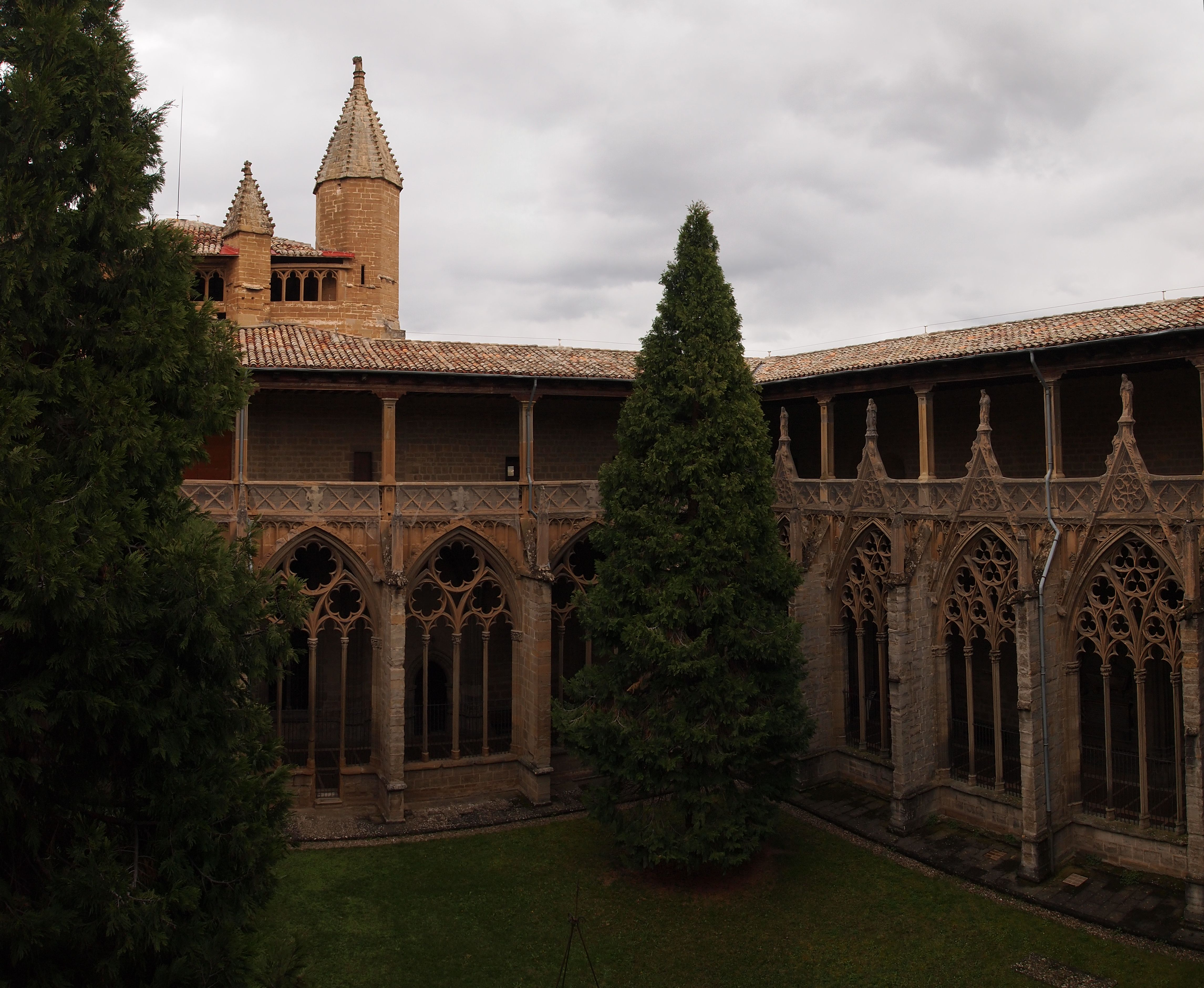
Кафедральный собор Санта-Мария-ла-Реаль в Памплоне — усыпальница Карла III и Элеоноры

В отсутствие королевской четы обязанности регента исполняла их старшая дочь и наследница Жанна. К несчастью она умерла в 1413 году, не оставив потомства, поэтому статус наследницы перешел ко второй принцессе — Бланке, которая в итоге и стала королевой Наварры после смерти Карла III.
Относительно времени и места смерти Элеоноры существует путаница. По одной версии, она умерла в Олите 27 февраля 1415 года, по другой — в Памплоне 5 марта 1416 года. Её муж Карл III умер в 1425 году, и они были похоронены вместе в Памплоне в соборе Санта-Мария-ла-Реаль.

## Потомство
Элеонора и Карл III имели восемь детей, пять из которых дожили до совершеннолетия.
- Хуана (1382—1413), муж — Жан III де Грайи, граф Фуа.
- Бланка (1385—1441), вышла замуж за Хуана II Арагонского, стала королевой Наварры.
- Мария (1388—1406), умерла незамужней и бездетной.
- Маргарита (1390—1403), умерла молодой.
- Беатриса (1392—1412), муж — Жак II де Бурбон (граф де Ла Марш).
- Изабелла (1395—1435), вышла замуж в 1419 году за Жана IV д’Арманьяк, её правнук — король Франции Генрих IV.
- Карл (1397—1402), принц Вианский, умер молодым.
- Луис (1402), принц Вианский, умер в младенчестве.